# 高野文子
高野文子（1957年11月12日—），日本漫畫家、插畫家，日本漫畫界新浪潮的作者之一，著有《巴士四點見》等。

## 經歷
新潟縣新津市（現新潟市秋葉區）出身，就讀新潟縣立新潟江南高等學校衛生看護科2年級時，看了萩尾望都的作品而立志成為漫畫家，並以連載萩尾作品的雜誌《別冊少女コミック》為目標投稿，但是落選。爾後至東京就讀東京都立衛生看護專門學校，畢業後一邊擔任看護、一邊繼續創作，1979年以《絶対安全剃刀》於雜誌《JUNE》出道，本作於1982年榮獲日本漫畫家協會賞的優秀賞。
2003年作品《黄色い本》榮獲第7屆手塚治虫文化賞的漫畫大賞。

## 作品列表

### 漫畫
- 《絶対安全剃刀/翻面的黑貓（日语：絶対安全剃刀）》（1982年 白泉社）
  - ISBN 978-7-5426-7857-7 2022年 新经典文化出品、上海三联出版社出版
- 《朋友们》（1983年 綺譚社／1993年 筑摩書房）
  - ISBN 978-7-5133-4140-0 2021年5月 读库漫编室出品、新星出版社出版
- 《好运小姐的新工作》（1987年 小学館／1998年 MAGAZINE HOUSE）
  - ISBN 978-7-5740-0831-1 2024年7月 读库漫编室出品、四川美术出版社出版
- 《巴士四點見/一根棒》（1995年集结成册）
  - ISBN 978-7-5133-4139-4 2021年5月 读库漫编室出品、新星出版社出版
- 《黄色封面的书（日语：黄色い本）》（2003年）
  - ISBN 978-7-5133-6047-0 新星出版社出版

### 绘本
- 我的褥子　我的被子　我的枕头（2010年）
  - ISBN 978-7-5133-3150-0 2018年 新星出版社

### 角色設定
- 『平家物語』（2021年）角色原案[4]

## 脚注
1. 1 2 3 4  .   [2019-02-02]. （原始内容存档于2019-02-03）.
2. ↑  .   [2019-02-02]. （原始内容存档于2018-10-05）.
3. ↑  .   [2019-02-02]. （原始内容存档于2019-02-02）.
4. ↑  Inc, Natasha. . コミックナタリー.   [2021-09-22]. （原始内容存档于2022-01-09） （日语）.